# Abdullah al-Hilali

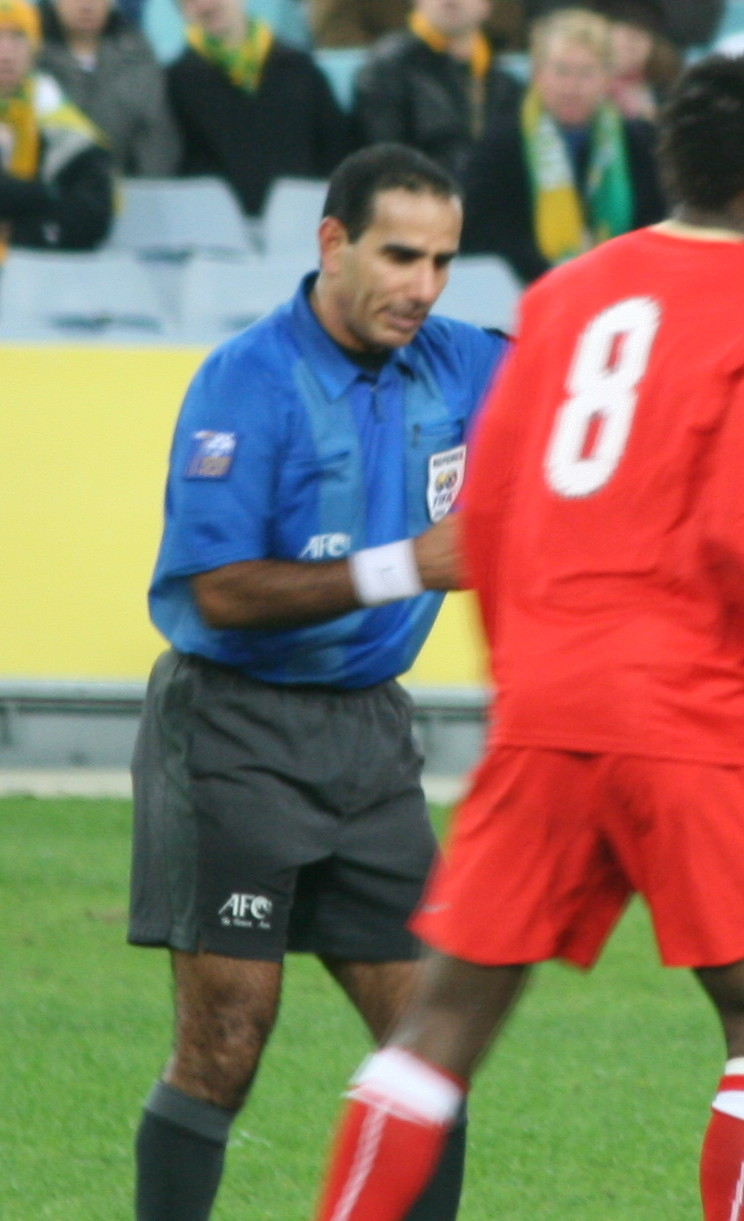
Abdullah al-Hilali 2009 beim Länderspiel Australien gegen Bahrain

Abdullah al-Hilali (arabisch عبد الله الهلالي, DMG ʿAbd Allāh al-Hilālī; * 2. September 1970) ist ein ehemaliger omanischer Fußballschiedsrichter.
Al-Hilali war ab 2002 FIFA-Schiedsrichter und kam unter anderem in der asiatischen Champions League und bei sieben Spielen in der Qualifikation zur WM 2010 zum Einsatz. Bei den Olympischen Spielen 2008 in Peking leitete er die Vorrundenspiele Kamerun – Honduras (1:0) und Argentinien – Serbien (2:0). Al-Hilali war auch bei der Asienmeisterschaft 2011 im Einsatz, wo er in der Vorrunde die Partien Südkorea – Bahrain (2:1) und China – Usbekistan (2:2) leitete.
Abdullah al-Hilali lebt in Maskat und ist Berufssoldat.